# Jaszkino (obwód kemerowski)
Jaszkino (ros. Яшкино) – osiedle typu miejskiego w Rosji, w obwodzie kemerowskim, ośrodek administracyjny rejonu jaszkińskiego. W 2010 liczyło 14 719 mieszkańców.